# Utz Böhner

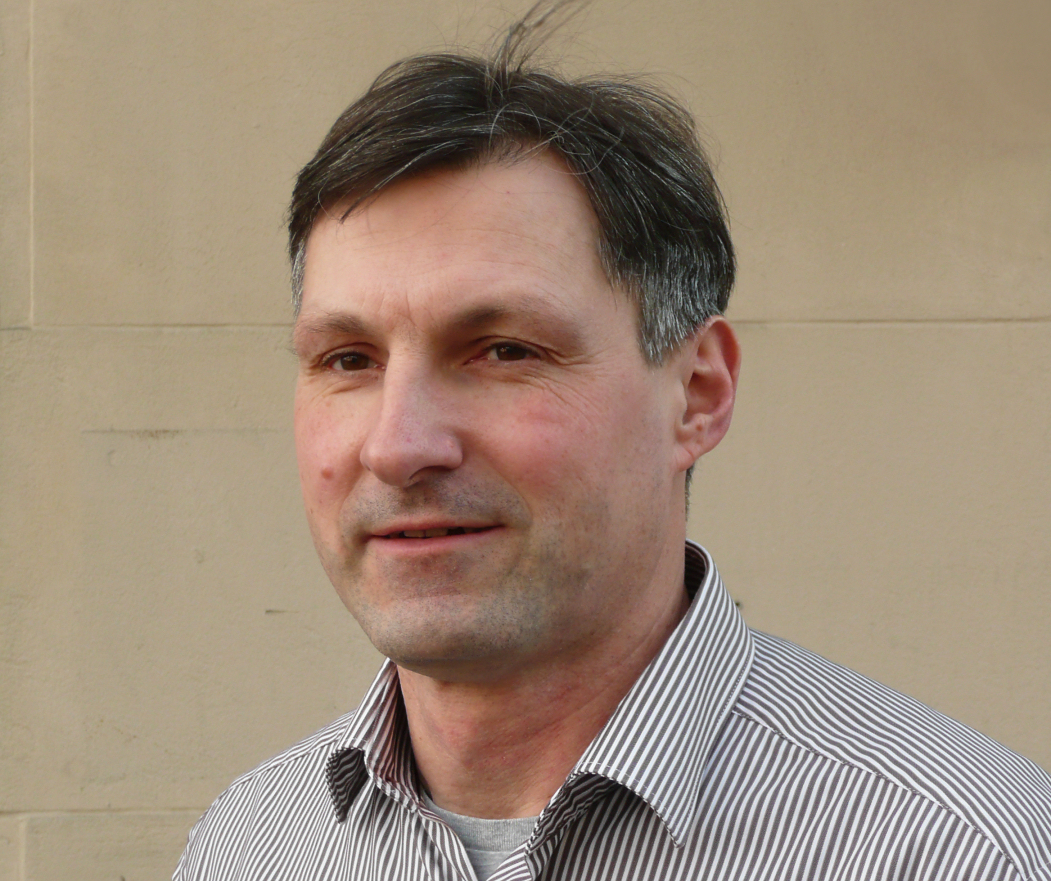
Utz Böhner, 2019

Utz Böhner (* 8. Juni 1967 in Berlin-Schmargendorf) ist ein deutscher Prähistorischer Archäologe. Er gehört dem Verband der Landesarchäologen an.

## Leben
Während der Schulzeit wechselte Utz Böhner von Berlin nach Franken, wo er das Abitur ablegte. Er studierte („nach einem kurzen Ausflug in die Elektrotechnik“) ab 1987 Ur- und Frühgeschichte und Ältere Geschichte mit dem Schwerpunkt ältere und jüngere Steinzeit an der Friedrich-Alexander-Universität Erlangen-Nürnberg. Seine Magisterarbeit schrieb er 1993 über die Felssteingeräte  der endneolithischen Siedlung Griesstetten. In den Jahren 1994 und 1995 erhielt er ein Graduierten-Stipendium. Bereits während des Studiums lag sein Interesse bei der EDV-gestützten Aufarbeitung von Daten. Er war an Ausgrabungen an Fundstellen beim Bau des Rhein-Main-Donau-Kanals, an Untersuchungen der Prähistorischen Siedlung Pestenacker und Grabungen des Deutschen Archäologischen Instituts am Göbekli Tepe in der Türkei beteiligt. Im Jahr 2000 promovierte er mit einer Arbeit zum altsteinzeitlichen Fundplatz der Sesselfelsgrotte im Altmühltal, deren Ausgrabungen er zuvor geleitet hatte. Danach prospektierte er an der Abbaukante des Braunkohletagebau Garzweiler für das Rheinische Amt für Bodendenkmalpflege. Anschließend unternahm er über ein halbes Jahr Forschungsreisen nach Südeuropa und in den Vorderen Orient.
Seit Oktober 2002 ist Utz Böhner beim Niedersächsischen Landesamt für Denkmalpflege (NLD) tätig, wo zunächst am Projekt Schöninger Speere arbeitete. In seine Zuständigkeit innerhalb der Abteilung Fachdienste fällt das Informationsmanagement sowie die Betreuung des Fachinformationssystems ADABweb zur archäologischen Inventarisation. Ab etwa 2019 leitete er die ressortübergreifende Stabsstelle Inventarisation/Digitaler Atlas zur Erstellung des Denkmalatlas Niedersachsen. Seit Anfang 2022 leitet Böhner im NLD das Referat Inventarisation und Dokumentation für archäologische Denkmale.
2016 übernahm er von Wilhelm Gebers den Vorsitz des Vereins Freundeskreis für Archäologie in Niedersachsen, der eng mit dem NLD zusammenwirkt.

## Schriften (Auswahl)
- Die Felsgesteingeräte der endneolithischen Siedlung von Dietfurt a.d. Altmühl, Lkr. Neumarkt i.d. OPf. 1997
- Sesselfelsgrotte IV – Die Schicht E3 der Sesselfelsgrotte und die Funde aus dem Abri I am Schulerloch. Späte Moustérien-Inventare und ihre Stellung zum Micoquien. Sesselfelsgrotte IV., Erlangen 2000 (Dissertation). (Online, pdf)
- Die Schicht E3 der Sesselfelsgrotte und die Funde aus dem Abri I am Schulerloch, 2006
- Die Schicht E3 der Sesselfelsgrotte und die Funde aus dem Abri I am Schulerloch, Stuttgart 2008
- mit Jordi Serangeli, Gerlinde Bigga: Ein Stier und aktuelle Forschungen in Schöningen, in Archäologie in Niedersachsen 14, 2011
- mit Evelyn Rauchegger: Metadaten in der Archäologie in: Archäologie und Informationssysteme in der Reihe Arbeitshefte zur Denkmalpflege in Niedersachsen 42, Hameln 2013
- mit Jörg Lang, Christian Brandes, Andrea Hampel, Ulrich Polom, Jordi Serangeli, Dominik Steinmetz, Stefan Winghart, Jutta Winsemann:  Die geologische Entwicklung der Randsenke von Schöningen in: Die Geologie der paläolithischen Fundstellen von Schöningen, Mainz 2015